# Isle of Palms
Isle of Palms es una ciudad situada en el estado de Carolina del Sur, en los Estados Unidos.En el Condado de Charleston. La ciudad en el año 2000 tiene una población de 4.583 habitantes en una superficie de 2.8 km², con una densidad poblacional de 395.9 personas por km². 

## Geografía
Isle of Palms se encuentra ubicada en las coordenadas 35°2′51″N 82°5′25″O / 35.04750, -82.09028. Según la Oficina del Censo, la ciudad tiene un área total de 14,4 km² (5,6 mi²), de la cual 11,6 km² (4,5 mi²) es tierra y 2,8 km² (1,1 mi²), (19.44%) es agua.

## Demografía
En el 2000 la renta per cápita promedia del hogar era de $76.170, y el ingreso promedio para una familia era de $88.874. El ingreso per cápita para la localidad era de $44.221. En 2000 los hombres tenían un ingreso per cápita de $60.640 contra $37.500 para las mujeres. Alrededor del 3.40% de la población estaba bajo el umbral de pobreza nacional. 

### Localidades adyacentes
El siguiente diagrama muestra a las localidades en un radio de 24 kilómetros (14,9 mi) de Isle of Palms.